# Мятеж Мухаммед-хана Белуджа
Мятеж Мухаммед-хана Белуджа — восстание против Надир-хана Афшара, начавшееся после битвы при Самарре. Мятеж начал один из полководцев Надир-хана, Мухаммед-хан Белудж.

## Начало мятежа
После поражения в битве при Самарре в османском Ираке командующий 12-тысячным войском, осаждавшим в ходе этого похода Багдад, Мухаммед-хан Белудж, бежал из Месопотамии на юг Ирана. Поражение в этой битве Топалу Осман-паше стало единственным крупным поражением Надира за всю его воинскую карьеру. Мухаммед-хан Белудж, сочтя авторитет Надира пошатнувшимся, решил поднять мятеж. Его восстание перекликалось с восстанием шейха Ахмеда Мадани в регионе Персидского залива.
Надир-хан отправил губернатора Шираза подавить мятеж. Однако губернатор тоже поднял мятеж против Надир-хана и начал собирать войско для похода на Исфахан. Тем временем Мухаммед-хан Белудж отправился в Бендер, чтобы собрать воинов, и приказал убить нескольких жителей, не желавших присоединиться к нему. Собрав в армию, он отправился в Шираз, а оттуда начал готовиться к исфаханским походам.

## Письмо Надир-хана
В письме Надира было написано следующее:

Что ты делаешь? Ты был моим верным слугой и вершил только добрые дела. Я возвысил тебя, и ты был моим лучшим полководцем, почему ты теперь поднимаешь на меня оружие? Покайся и вернись с выбранного пути…
Мухаммед-хан Белудж отверг предложение Надир-хана и ответил на это письмо следующим образом:

Я полон решимости пожертвовать собой на выбранном мною пути… Либо я умру от твоей руки, либо ты умрёшь от моей. Знай это!

## Битва
Получив этот ответ, Надир сразу прекратил переговоры и двинулся в сторону Шираза. Услышав о приближении Надира к городу, Мухаммед-хан вышел из города и встретил его на равнине. В битве армия повстанцев потерпела поражение, Мухаммед-хану удалось спастись, сбежав с поля боя. Он спрятался в крепости недалеко от Бендера.

## Смерть Мухаммед-хана Белуджа
Мухаммед-хан Белудж, хотел, добравшись до Шираза, с помощью пиратов в Персидском заливе сбежать на один из островов. Однако это ему не удалось, он был взят в плен и доставлен к Надир-хану. Надир приказал выколоть ему глаза. Также по приказу Надира были сосланы на восток племена, участвовавшие в восстании. К горожанам, поддержавшим мятеж, были применены карательные меры. Мухаммед-хан Белудж скончался от ран, полученных при выкалывании глаз.